# 者結村
者結村（じゃけつむら）は、かつて岐阜県海津郡に存在した村である。
現在の海津市平田町者結に該当する。
当村発足時は海西郡の村であったが、郡制施行後、海津郡の村となっている。

## 歴史
- 1889年（明治22年）7月1日 - 町村制により者結村発足。
- 1897年（明治30年）4月1日[2] - 郡制に基づき、下石津郡、海西郡と安八郡の一部が合併し、海津郡になる。当村は海津郡の村となる。
- 1897年（明治30年）4月1日 - 野寺村、幡長村、勝賀村、岡村、蛇池村、と合併し、海西村が発足。同日者結村は廃止。